# Armin Mueller-Stahl
Armin Mueller-Stahl (født 17. december 1930) er en Oscarnomineret tysk skuespiller. Mueller-Stahl vandt i 1992 Sølvbjørnen i Berlin for bedste skuespiller for sin rolle i filmen Utz og han blev senere nomineret til en Oscar for bedste mandlige birolle i filmen Shine. I 2008 vandt han den canadiske Genie Award for bedste mandlige birolle for sin medvirken i David Cronenberg-filmen Eastern Promises.

## Filmografi i udvalg
- Shine (1996)
- Familien Mann (2001, i Danmark 2003)
- Eastern Promises (2007)
- The International (2009)
- Engle og Dæmoner (2009)